# Жулі Верланже
Еліа́н Тає́б (фр. Éliane Taïeb, 7 грудня 1929 — 3 вересня 1985), уроджена Ґріме́тр (Grimaître) — французька письменниця-фантастка, яка публікувалась під псевдонімами Жиль Тома́ (фр. Gilles Thomas) і Жулі Верланже́ (фр. Julia Verlanger).

## Коментар
Окрім циклу трьох пост-апокаліптичних романів (фр. L'autoroute sauvage, La mort en billes, L'île brûlée), всі романи Жиля Томаса відбуваються у вигаданому всесвіті, де людство більше не обмежується Землею, як їх єдиним місцем проживання. Це було описано як «Історія майбутнього під поверхнею» французького вченого-фантаста Андре-Франсуа Руо (фр. André-François Ruaud «Histoire du Futur en filigrane»), тому що, майже нічого не натякає на процес, який привів людину до перемоги над іншими планетами в романах Томаса, галактичний фон залишається постійним навіть у середньовічному світі.

## Премія Жулі Верланже
Премія Жулі Верланже (фр. Prix Julia Verlanger), заснована Fondation de France, щорічно вручається науково-фантастичному твору пригод, фентезі або фантастики. Створено її чоловіком після її смерті, її присуджують присяжні, в складі яких він був президентом до самої смерті. Нинішній президент — Сара Док (англ. Sara Doke). Дві найсвіжіші книги, які отримали нагороду, — це Протекторат парасолей (фр. The Parasol Protectorate) Ґейл Керріджер (фр. Gail Carriger, 2013) і трилогія Мелькін(фр. Le Melkine) Олів'є Паке (фр. Olivier Paquet, 2014).
Роман «Клітки Бельтем» (фр. Les cages de Beltem) отримала Премію Жулі Верланже в 1996 році. Рішення про присудження призу на користь одного з псевдонімів Еліан Таєб (під іменем якого вона опублікувала La flûte de verre froid) до роману за її іншим псевдонімом було прийнято журі через відсутність якісних творів, опублікованих у тому ж році у відповідних категоріях.